# 高木教典
高木 教典（たかぎ のりつね、1931年5月8日 - 2015年5月7日）は、日本のマスコミュニケーション研究者、東京大学名誉教授。

## 経歴
東京府北多摩郡小平村（後の東京都小平市）の天台宗の寺に生まれる。1950年、東京都立小石川高等学校を卒業し、東京大学教養学部文科1類に入学。1952年4月に経済学部へ進学するが、学生運動への関わりにより退学処分を受け、7月に退学、のち1954年5月に再入学し、1956年に経済学部を卒業して、新聞研究所研究生となった。1957年に大学院社会科学研究科社会学専攻新聞学専修に進学、1961年に博士課程を中途退学して、新聞研究所助手。以降、1965年に助教授、1981年に教授へ昇任し、1982年から1983年にかけてはロンドン大学、コロンビア大学の客員教授も務めた。
1988年に所長に就任して、社会情報研究所への改組にたずさわり。新聞研究所の最後の所長として定年退官を迎え、後に東京大学名誉教授の称号を受けた。退官後は、関西大学社会学部教授となって単身赴任し、総合情報学部を新設する業務に従い、1994年4月に新設された総合情報学部の初代学部長となった（1996年まで）。2002年に関西大学を定年退職し、江戸川大学社会学部客員教授となった。
学会関係では、1991年に日本新聞学会（同年に日本マス・コミュニケーション学会と改称）会長、2002年には日本社会情報学会会長に就任した。
2015年5月7日、慢性腎不全のため死去。83歳没。

## 研究と行政への貢献
単著はないが、内川芳美、稲葉三千男らと同様に、助手として新聞研究所に採用され、定年まで在籍した世代であり、『講座 現代日本のマス・コミュニケーション』（青木書店）、『講座 現代のジャーナリズム』（時事通信社）の各巻など、新聞研究所関係者が共同して取り組んだ共著、編著の多くに関わった。
また、1970年代末以降、当時の郵政省のケーブルテレビ関連政策に関わる各種の会議に委員として関与し、さらに通信衛星の利用や、地域情報化全般に関わる政策への関与を積極的に行なった。こうした貢献に対し、1987年と1992年の2度にわたり郵政大臣表彰を受けている。

## 共編著
- 『図説現代のマス・コミュニケーション』中野収・早川善治郎等共編 青木書店 1970
- 『新聞業界』桂敬一共著 教育社新書 産業界シリーズ 1979